# Іссахар-Бер Рибак
Іссаха́р-Бер Риба́к (2 лютого 1897, Єлисаветград — 21 грудня 1935, Париж) — єврейський художник українського походження, живописець, графік та декоратор; один із засновників у Києві єврейської театральної студії, член художньої секції Культур-Ліги.

## Життєпис
Народився 2 лютого 1897 року в місті Єлисаветграді (тепер місто Кропивницький, Україна). У 1911–1912 роках навчався в Київському художньому училищі у Івана Селезньова та студії Олександра Мурашка. Його вчителями були кубофутуристи Олександра Екстер та Олександр Богомазов.
У 1919–1920 роках жив в Москві, викладав у вільній художній студії, малював плакати, оформляв революційні свята, працював у Єврейському театрі. У 1921–1924 роках і з 1926 року — в еміграції. Жив у Франції, де працював над ілюструванням дитячих книг. Помер у Парижі 21 грудня 1935 року. 

## Творчість
Автор графічних робіт «Єврейські типи України», «Погром», «Маленьке містечко». Створив альбом «Євреї на полях України».
Ілюстрував дитячі книги на їдиші (оформив дитячі книжки Лева Квітко «Птахи», «У лісі», «Кільце в кільці», «За цей виключають», «Карл та Мізрах»). Виконав кілька моделей єврейських типів для Севрської мануфактури. У паризький період перейшов до реалізму.
Брав участь у виставках у Франції, Бельгії, Голландії, США, Англії.

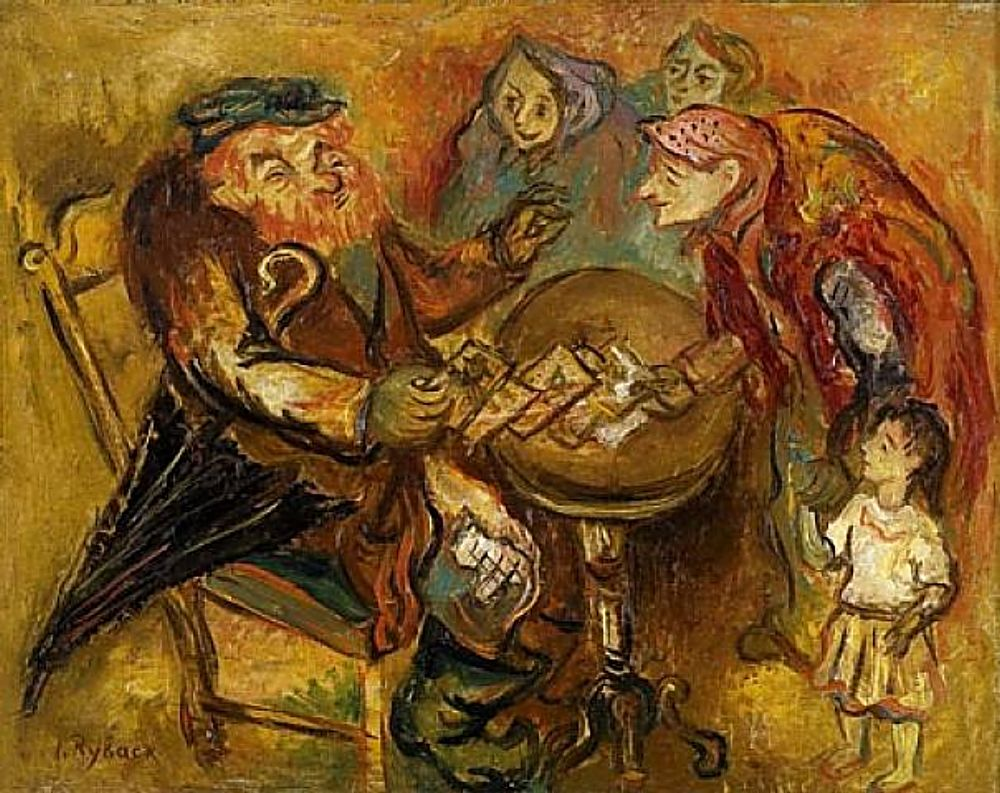
«Картярі»
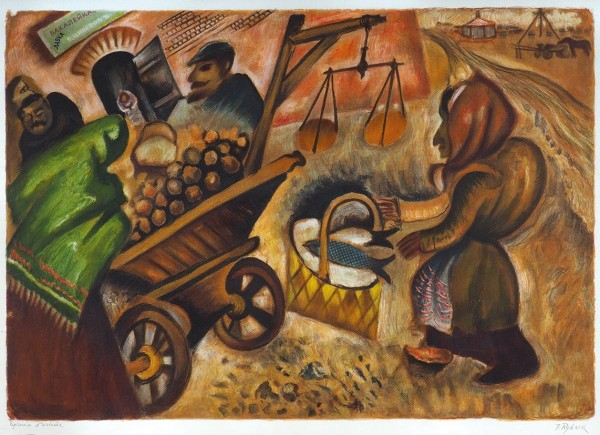
із циклу «Маленьке містечко»
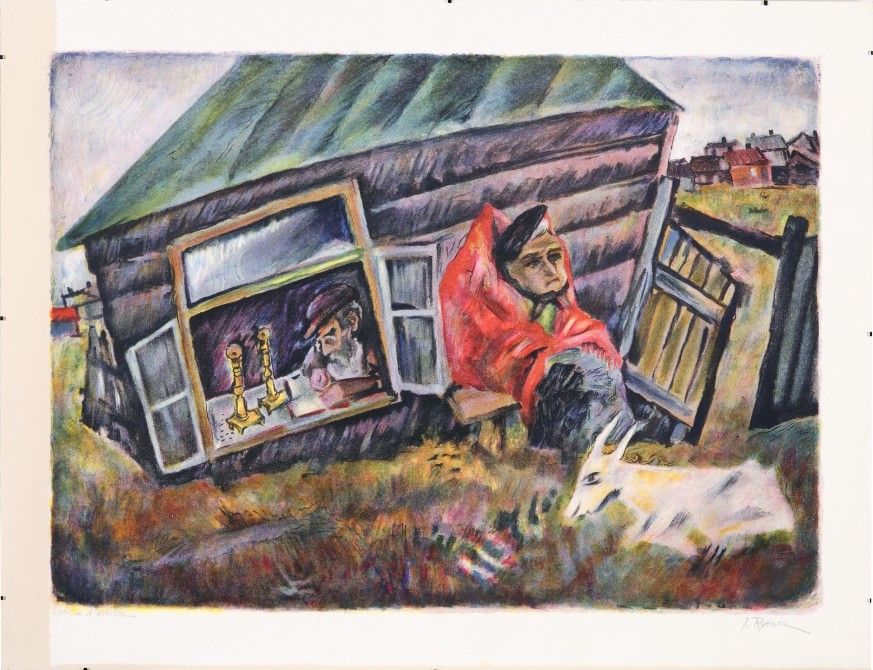
із циклу «Маленьке містечко»
«Скляр і коза»